# Klara Guseva
Pour les articles homonymes, voir Gousseva et Nesterova.
Klara Ivanovna Guseva-Nesterova (en russe : Клара Ивановна Гусева-Нестерова), née le 8 mars 1937 à Rasskazovo et morte le 12 mai 2019 à Moscou, est une patineuse de vitesse soviétique.

## Biographie
Aux Jeux olympiques d'hiver de 1960 organisés à Squaw Valley aux États-Unis, Klara Guseva est médaillée d'or sur 1 000 mètres et se classe quatrième sur 1 500 mètres. Elle avait auparavant dominé le 1 000 mètres des Championnats du monde toutes épreuves.

## Palmarès aux Jeux olympiques
- Jeux olympiques d'hiver de 1960 :  médaille d'or sur 1 000 mètres, quatrième sur 1 500 mètres et sixième sur 500 mètres
- Jeux olympiques d'hiver de 1964 : quatrième sur 3 000 mètres

## Records personnels
| Distance     | Temps        | Année |
| ------------ | ------------ | ----- |
| 500 mètres   | 46 s 3       | 1965  |
| 1 000 mètres | 1 min 34 s 1 | 1960  |
| 1 500 mètres | 2 min 28 s 7 | 1960  |
| 3 000 mètres | 5 min 14 s 0 | 1960  |